# Саргуль
Саргуль — озеро в Здвинском районе Новосибирской области. Площадь водоёма — 34,6 км², водосборная площадь — 9 580 км². Через Саргуль проходит река Чулым.

## Расположение
Озеро находится в бессточной области Иртыша и Оби.

## Населённые пункты
На побережье водоёма расположена деревня Алексотово, также близ озера находится село Нижний Чулым.